# Lappträsket (Lycksele socken, Lappland, 719466-162515)
Lappträsket är en sjö i Lycksele kommun i Lappland och ingår i Umeälvens huvudavrinningsområde. Sjön har en area på 1,53 kvadratkilometer och ligger 254 meter över havet.

## Delavrinningsområde
Lappträsket ingår i det delavrinningsområde (719803-162395) som SMHI kallar för Utloppet av Lappträsket. Medelhöjden är 297 meter över havet och ytan är 28,93 kvadratkilometer. Det finns inga avrinningsområden uppströms utan avrinningsområdet är högsta punkten. Vattendraget som avvattnar avrinningsområdet har biflödesordning 4, vilket innebär att vattnet flödar genom totalt 4 vattendrag innan det når havet efter 211 kilometer. Avrinningsområdet består mestadels av skog (80 procent) och sankmarker (11 procent). Avrinningsområdet har 1,87 kvadratkilometer vattenytor vilket ger det en sjöprocent på 6,5 procent.